# Fuad Siniora
Fuad Siniora (en árabe, فؤاد السنيوره) fue el primer ministro del Líbano, un cargo que asumió desde el 19 de julio de 2005, sucediendo a Najib Mikati, hasta el 9 de noviembre de 2009, sucedido por Saad Hariri.
Nacido en una familia musulmana suní en Sidón en 1943, Siniora fue un amigo del último primer ministro Rafiq Hariri durante más de 45 años. Con un graduado en negocio por la Universidad Americana de Beirut, Siniora fue ministro de finanzas durante la mayoría del período de la posguerra en Líbano. Después de trabajar para Citibank y de enseñar en su universidad en Beirut en los años 70, Siniora trabajó para el comité auditor del Banco Central antes de trabajar para Hariri en 1982 en su crecientes negocios, donde desarrolló varios cargos. Siniora está casado con Huda Bsat, con la cual tiene tres hijos. Sus intereses incluyen poesía de la escritura y la literatura árabe.
Fouad Siniora tiene fuertes lazos en las finanzas internacionales. Favorable a los negocio, le consideran un partidario del liberalismo económico. Fue consejero cercano a Rafik Hariri y está muy cerca de su hijo Saad Hariri. Sirvió como ministro de Hacienda de 1992 a 1998 y de 2000 a 2004. Siniora era el principal valedor de la conferencia de París II en noviembre de 2002 que permitió que Líbano consiguiera a 2,6 mil millones de dólares. Fue acusado de corrupción y de la mala gestión después de la expulsión de Hariri en 1998, en que fue vista como el principal conflicto entre Hariri y presidente Émile Lahoud. Siniora fue despojado de todos los cargos en 2003 por el parlamento. En 2002, suprimió la mayoría de los impuestos de Líbano e introdujo un impuesto sobre el valor añadido. Bajo su mandato la deuda pública de Líbano estalló, aunque su responsabilidad en ello es disputada.
Después de que la victoria de la oposición anti-siria en las elecciones parlamentarias celebradas en mayo y junio de 2005, el presidente Lahoud pidió a Fouad Siniora el 30 de junio la formación de un gobierno. Él dimitió de la presidencia del Group Méditerranée (un holding bancario controlado por la familia de Hariri). Después de negociaciones laboriosas con el presidente y las diversas fuerzas políticas, Siniora formó un gobierno el 19 de julio de 2005. Es el primer gobierno formado después de la retirada de Siria de Líbano y el primer gobierno que incluye a miembros de Hezbolá. En lo que respecta a Hezbolá, Siniora ha dicho que "el gobierno considera la resistencia una expresión natural y honesta de los derechos nacionales del pueblo libanés de liberar su tierra y de defender su honor contra la agresión y amenazas israelíes". Aparte de Movimiento Patriótico Libre del de general Michel Aoun, todas las corrientes políticas están representadas.
En abril de 2006, Siniora y altos funcionarios realizaron una visita a Washington, y se reunieron con el presidente George W. Bush y miembros del Consejo de la administración de Bush. Sus declaraciones públicas han sido relativamente calladas con respecto a la implicación de Siria en el asesinato del primer ministro libanés al-Hariri-Hariri en 2005. Siniora no apoya la organización de Hezbolá o sus ataques. Él discrepa sobre algunos asuntos con Israel como la ocupación del área de las granjas de Shebaa y omite dar información con respecto a los campos de minas en Líbano. Su gobierno ha estado en la vanguardia de la última iniciativa de paz. A raíz de los ataques de Israel a Líbano en julio de 2006, ha tenido conversaciones con la ONU y varios países de la Unión Europea y Estados Unidos, para encontrar formas diplomáticas de alcanzar la paz.
- Datos: Q314263
- Multimedia: Fouad Siniora / Q314263